# Buba (film)
Buba è un film del 2022 diretto da Arne Feldhusen.

## Trama
Quando un truffatore entra a far parte in una banda mafiosa locale con il fratello manipolatore, comincerà ad essere ossessionato per la compensazione karmica tanto da diventare spassosamente brutale.

## Distribuzione
Il film è stato distribuito sulla piattaforma Netflix a partire dal 3 agosto 2022.